# Stelian Popescu Ghimpați
Stelian Popescu Ghimpați (n. 30 aprilie 1906 – d. 1950) este un pictor român al secolului XX. 

## Lucrări
- Ruine la malul mării - 32x47 cm; ulei pe carton pânzat.
- Natură statică cu fructieră - 23x32cm; ulei pe carton; an 1940.
- Mama și fiica - 130x97,5; ulei pe pânză; an 1941.
- Portret de bătrân - 55x41; ulei pe carton; an 1941.
- Bărci la Balcic - 40x49; ulei pe carton; an 1934.
- Portret de fată - 64x49,5; ulei pe carton; an 1934.
- Nasul
- Port
- Faleza